# Batalla de Azaz (1125)
La batalla de Azaz fue un enfrentamiento armado que tuvo lugar el 11 de junio de 1125 (aunque otras versiones afirman que fue el 13 de junio) entre los ejércitos de los Estados Cruzados y de los turcos selyúcidas. Las tropas cruzadas fueron encabezadas por Balduino II de Jerusalén, mientras que las selyúcidas lo fueron por Toghtekin y Aq-Sunqur il-Bursuqi. La victoria se inclinó a favor de los cruzados, lo que hizo levantar el asedio al que los musulmanes estaban sometiendo a la ciudad siria de Azaz.

## Antecedentes
En 1118, Joscelino I de Edesa había capturado Azaz, en el norte de Siria, al atabeg de Alepo. Al año siguiente, los cruzados capitaneados por Roger de Salerno fueron severamente derrotados en la batalla en Ager sanguinis, y el rey Balduino II de Jerusalén fue capturado mientras patrullaba en Edesa, en 1123.
En 1124 Balduino II fue puesto en libertad, y casi inmediatamente puso Alepo bajo asedio el 8 de octubre de ese mismo año. Este suceso llamó la atención de il-Bursuqi, el atabeg selyúcida de Mosul. Il-Bursuqi marchó al sur para levantar el asedio, que se encontraba cerca de la capitulación en enero de 1125, tras tres meses de sitio. A pesar de que la ciudad fuera "el mayor premio que la guerra podía ofrecer", Balduino se retiró cautelosamente, sin combatir.

## La Batalla

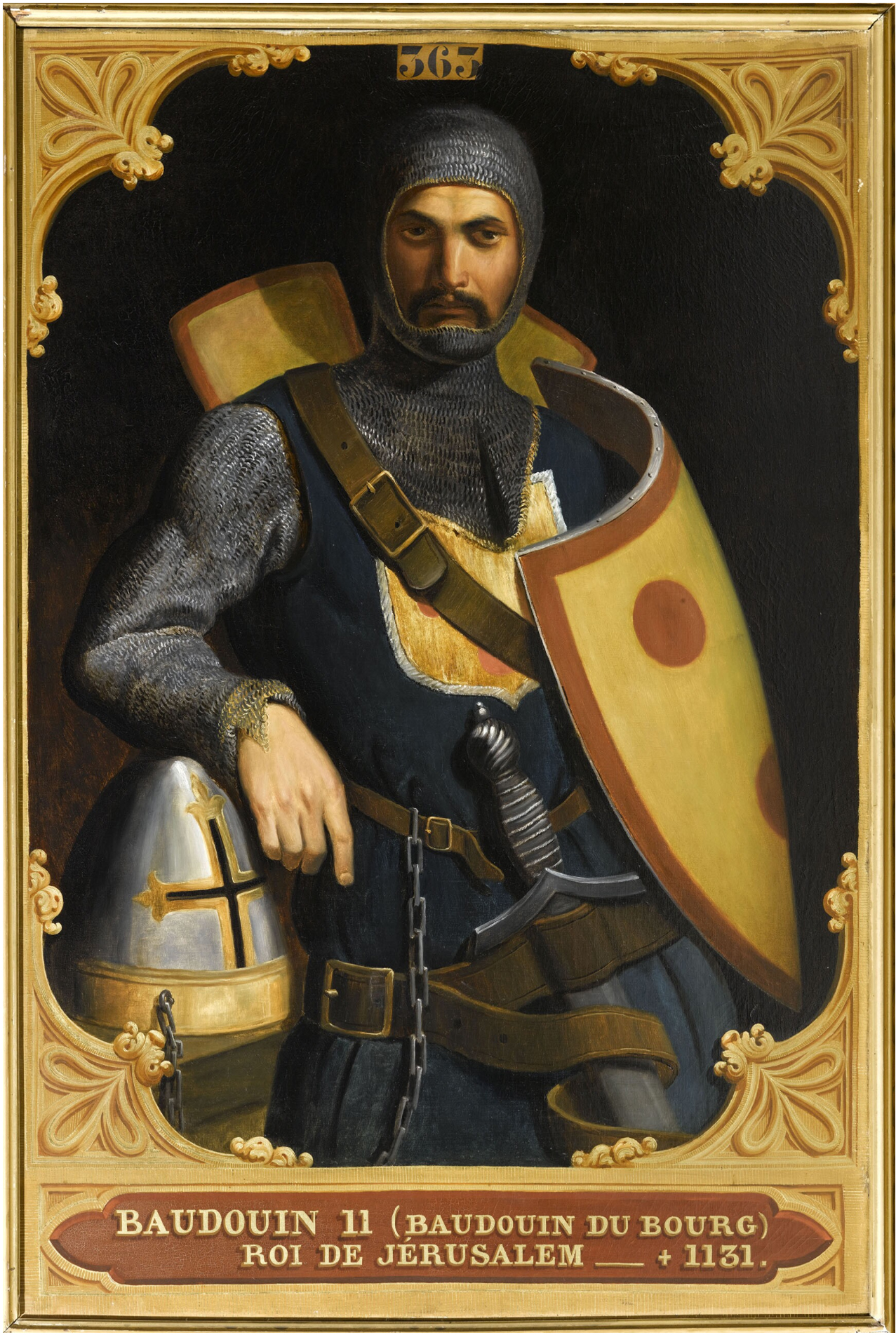
Balduino II, conde de Edesa

Tras el repliegue de Balduino II, il-Bursuqi (que además había recibido refuerzos de Damasco bajo Toghtekin) sitió la ciudad de Azaz, al norte de Alepo, en los territorios pertenecientes al Condado de Edesa. Balduino II, Joscelino I y Ponce de Trípoli, con una fuerza de 1100 caballeros provenientes de sus respectivos dominios (incluidos caballeros de Antioquía, donde Balduino era regente), así como con otros 2000 soldados de a pie, marcharon en busca de il-Bursuqi a las afueras de Azaz, donde el atabeg selyúcida había reunido fuerzas mucho mayores. Balduino fingió retirarse, con lo que atrajo a los selyúcidas a campo abierto, donde los rodeó. Después de una larga y cruenta batalla, los turcos fueron derrotados y su campamento fue tomado por Balduino, que obtuvo suficiente botín para pagar el rescate por los prisioneros tomados por los musulmanes (incluido el del futuro Joscelino II de Edesa).

## Consecuencias
Además de liberar Azaz, la victoria permitió a los cruzados recuperar gran parte de la influencia que habían perdido después de su derrota en Ager sanguinis en 1119. Balduino II, planeó atacar de nuevo Alepo, pero Antioquía, que había pasado a Bohemundo II cuando llegó a la mayoría de edad en 1126, comenzó a luchar con Edesa y el plan acabó olvidándose. Alepo y Mosul fueron unidos por el mucho más poderoso gobernante Zengi en 1128, y el control cruzado sobre el norte de Siria empezó a decaer.